# Appetite for Destruction
Az Appetite for Destruction a Guns N’ Roses hard rock együttes bemutatkozó albuma 1987-ből. Egyesíti magában a hard rock, a punk rock, a blues, a metal és arena rock stílusjegyeket. A Billboard albumlistán az első helyre jutott, és világszerte nagy sikert ért el, a mai napig 38 millió példány kelt el belőle.
A Rolling Stone magazin Minden idők 500 legjobb albumának listáján a 61. helyre sorolták, a „minden idők 100 legjobb bemutatkozó albuma” c. listán pedig a negyedik helyet kapta. Több kritikus és rajongó is az egyik legjobb rock-lemeznek tartja. Szerepel az 1001 lemez, amit hallanod kell, mielőtt meghalsz című könyvben.

## Történet
Axl Rose 1988-ban elmondta, hogy az Appetite for Destruction dalai a Los Angeles-i klubkoncerteken születtek, néhány olyan számmal együtt, amelyek a későbbi Guns N’ Roses albumokon kaptak helyet, olyanok mint például a „Back Off Bitch”, a „You Could Be Mine” és a „Don’t Cry”.
Hivatalosan a dalokat az öt csapattag együttesen szerezte, de valójában sok dalt az együttes előtti szólókarrierből hoztak magukkal, úgy mint az „It’s So Easy” (McKagan), vagy a „Think About You” (Stradlin). A „Rocket Queen” egy befejezetlen Slash/Adler szerzemény volt, melyet még előző zenekarukban a Road Crew-ban írtak. Ugyanígy az „Anything Goes”, ami a Hollywood Rose száma volt eredetileg, de az Appetite-ra újraírták.
Más dalok a zenekar véleményét tükrözik a Los Angeles-i underground rock and roll stílusról, ilyen dal a „Welcome to the Jungle” is (a szöveget Rose írta Seattle-ben, azt az élményt vette alapul, mikor Indiana-ból Los Angelesbe jött). Az „Out ta Get Me” a rendőri zaklatást helyezi középpontba, valamint több szám is az együttes társaságához tartozó hölgyekről szól, mint a „Sweet Child o’ Mine”, a „Think About You”, a „My Michelle”, a „You’re Crazy”, és a „Rocket Queen”.

## Az album borítója
Az eredeti lemezborítót Robert Williams készítette; a rajzon egy pengefogú szörny éppen ráugrik egy robotra, ami vélhetően megerőszakolta a kerítés tövében fekvő nőt. Miután több kereskedő megtagadta ezzel a borítóval az album forgalmazását, így a kiadó kompromisszumra kényszerült, és a képet a lemezborító belsejébe rakták, előre pedig egy kereszt került, rajta öt koponyával (Billy White tervezte, és eredetileg tetoválás lett volna). Az öt koponya a zenekar tagjait ábrázolta: Izzy Stradlin legfelül; Steven Adler bal oldalon; Axl Rose középen; Duff McKagan jobb oldalon; és Slash legalul. A zenekari fényképeket az album hátsó borítóján Robert John készítette. Egy ideig úgy tűnt, a 2008-as bakelit újrakiadásnál az eredeti borító lesz a lemez elején, ám az utolsó pillanatban mégis a koponyás változattal került a boltokba. A „Parental Advisory” figyelmeztetést is rányomták, ami az 1987-es első kiadásnál csupán egy matrica formájában volt jelen.

## Elismerések
- A Rolling Stone 1989-ben az 1980-as évek 20. legjobb albumának választotta.
- Ugyanaz a magazin a 61. helyre rangsorolta Minden idők 500 legjobb albumának a listáján.[9]
- 2001-ben az Appetite for Destruction-t szerepelt a Q magazin minden idők 50 Legzúzósabb albumának listáján.[10]
- 2004-ben szintén a Q magazinban Minden idők legklasszikusabb rocklemezei listáján is helyet kapott.[11]
- 2003-ban a VH1-től Minden idők 42. legjobb albuma minősítést kapta meg.
- 2002-ben a Pitchfork Media 59. helyre rangsorolta a Minden idők 100 legjobb albuma a 80-as évekből listáján.[12]
- A Spin Magazin 18. helyre helyezte Minden idők legjobb albumai 1985 és 2005 között listán.
- A Kerrang! nemrégiben összeállított egy Minden idők 100 legjobb rock albuma nevű listát, amin az Appetite for Destruction az első helyen áll.[13]
- 2004-ben a Metal Hammer magazin olvasói az Appetite-t szavazták meg minden idők legjobb rock lemezének.
- Az album 32. helyen lett rangsorolva a Rock Hall of Fame’s „végleges 200-as” listáján.[14]

## Az album dalai
Valamennyi kompozíció a Guns N’ Roses szerzeményeként van jelölve az albumon. Kivéve az It’s So Easy (társszerző West Arkeen) és Anything Goes (társszerző Chris Weber) c. dalt. A tényleges szerzőségek a tagok későbbi nyilatkozatai és megemlékezései alapján:
| #   | Cím                   | Dalszöveg                 | Zene                                         | Hossz |
| --- | --------------------- | ------------------------- | -------------------------------------------- | ----- |
| 1.  | Welcome to the Jungle | Axl Rose                  | Slash, Rose, Stradlin, McKagan               | 4:34  |
| 2.  | It’s So Easy          | Duff McKagan, West Arkeen | McKagan, Arkeen                              | 3:23  |
| 3.  | Nightrain             | McKagan, Rose             | Izzy Stradlin, McKagan, Rose, Slash          | 4:29  |
| 4.  | Out ta Get Me         | Rose, Stradlin            | Slash, Rose, Stradlin                        | 4:24  |
| 5.  | Mr. Brownstone        | Stradlin                  | Stradlin, Slash                              | 3:49  |
| 6.  | Paradise City         | Rose, McKagan             | McKagan, Slash, Rose, Stradlin               | 6:46  |
| 7.  | My Michelle           | Rose                      | Rose, Stradlin                               | 3:40  |
| 8.  | Think About You       | Stradlin                  | Stradlin                                     | 3:52  |
| 9.  | Sweet Child o’ Mine   | Rose                      | Rose, Slash, Stradlin, McKagan, Steven Adler | 5:55  |
| 10. | You're Crazy          | Rose, Stradlin            | Slash, Stradlin, Rose                        | 3:17  |
| 11. | Anything Goes         | Stradlin, Rose            | Stradlin, Rose, Chris Weber                  | 3:26  |
| 12. | Rocket Queen          | Rose                      | Rose, Slash, Stradlin, McKagan               | 6:13  |

## Közreműködők
- Axl Rose – ének, szintetizátorok, ütőhangszerek
- Slash – gitár és akusztikus gitár
- Duff McKagan – basszusgitár, háttérvokál
- Izzy Stradlin – ritmusgitár, háttérvokál
- Steven Adler – dob

## Listás helyezések

### Album
| Év   | Lista         | Helyezés |
| ---- | ------------- | -------- |
| 1988 | Billboard 200 | 1        |
| 1989 | Billboard 200 | 1        |

### Kislemezek
| Év   | Dal                   | Lista                  | Helyezés |
| ---- | --------------------- | ---------------------- | -------- |
| 1988 | Sweet Child o’ Mine   | Billboard Hot 100      | #1       |
| 1988 | Sweet Child o’ Mine   | Mainstream Rock Tracks | #7       |
| 1988 | Welcome to the Jungle | Billboard Hot 100      | #7       |
| 1988 | Welcome to the Jungle | Mainstream Rock Tracks | #37      |
| 1988 | Nightrain             | Billboard Hot 100      | #93      |
| 1989 | Nightrain             | Mainstream Rock Tracks | #26      |
| 1989 | Paradise City         | Billboard Hot 100      | #5       |
| 1989 | Paradise City         | Mainstream Rock Tracks | #14      |